# 裴帅
裴帅（1993年1月14日—），中国职业足球运动员，目前效力于陕西联合，司职后卫。

## 俱乐部生涯
裴帅在2007年进入长春亚泰的梯队，2011年被长春队主教练沈祥福提升入一线队并报名参加中超联赛。2011年5月11日，裴帅在中国足协杯长春亚泰主场迎战天津润宇隆的比赛中出场，并在比赛中助攻王栋打进一球。5月15日，他在长春亚泰客场0比1不敌江苏舜天的比赛中替补张笑非出场，第一次在中超联赛中亮相。9月18日，裴帅在长春亚泰主场2比1击败广州恒大的比赛中打进致胜一球，这也是他的首个联赛进球。这个进球也终结了对手44场联赛的不败金身。2016年10月30日，裴帅在长春亚泰主场对阵上海申花的比赛中打入唯一进球，帮助球队1:0击败对手，在中超末轮艰难保级成功。
2017年7月1日，裴帅加盟天津权健俱乐部，并在第二天球队主场4-3战胜恒大的比赛中完成首秀。2018年4月24日，权健在足协杯第四轮客场3-0击败中乙球队大连千兆，裴帅打进代表权健的首球。
2020年2月24日，深圳佳兆业官方宣布裴帅加盟球队，据《德国转会市场》确认裴帅加盟深足的转会费为263万欧元，折合约人民币2000万元。

## 国家队生涯
裴帅曾经入选过中国U17国家队。2011年，他首次入选中国国青队，并先后参加了格拉纳钦杯、土伦杯和潍坊杯等一系列国际足球邀请赛。他在2011年土伦杯国际足球邀请赛小组赛中国1比2不敌墨西哥U20的比赛中打进中国在此次杯赛的唯一一个进球。
2017年1月14日，在中国杯季军战对阵克罗地亚的比赛中，裴帅首发出场完成成年国家队首秀，中国队与对手1-1战平，并在点球大战中5-4取胜。